# 尼罗角断崖

尼罗角断崖的热辐射成像系统白昼图像

尼罗角断崖（Nilokeras Scopulus）是火星北半球一段绵长的陡崖，位于滕比高地高原东南边界，它形成了巨大的卡塞谷溢出河道系统下游段的北侧谷壁（围岩边界），悬崖全长765公里，高度从1到2公里多一点（3300-6600英尺）不等。
尼罗角断崖大部分都位于北纬31度至32度之间，大致呈东西走向，约从东经297度一直延伸到东经309度处，并在滕比高地东部边缘陡崖向北弯曲，而北卡塞谷段也在此汇入克律塞和阿西达利亚平原西南部。

## 名称来源
尼罗克拉斯（Nilokeras）是希腊语“尼罗河之角”之意，1930年希腊裔天文学家安东尼亚第为中心位于北纬30度、西经55度的望远镜反照率特征和运河（参见火星运河列表）赋予了该名称。叶状陡坡是拉丁语中“绝壁”或悬崖的意思，在行星地质学中为专用于不规则峭壁或悬崖的描述词，1976年，国际天文学联合会正式采用了尼罗角断崖这一名字。

## 地质
在地貌学中，断崖（通常简称为陡崖）是沿高原、阶地或其他台地边缘所有峻峭、陡直的斜坡或悬崖。悬崖可能由构造、侵蚀或堆积作用所形成，该词并无地质起源含义。
尼罗角断崖很可能是由断层作用和形成卡塞谷的洪水侵蚀共同促成，最近对卡塞谷地区的地质测绘表明，卡塞谷洪水从西向东的流动遵循了滕比高地南部裂谷所存在的结构趋势。因此，尼罗角断崖可能是一个东西走向的断层崖或断裂带（或脆弱带），至少一次（可能有两次）受到来自北方塔尔西斯地区早期灾难性洪水的侵蚀并进一步向下切割（参见溢出河道），这些洪水发生在大约36亿到34亿年前的赫斯珀里亚纪时期。
在最初的洪水之后，北卡塞谷被来自塔尔西斯赫斯珀里亚纪晚期大规模的玄武岩熔岩流覆盖。亚马逊纪时期（<18亿年前），在卡塞谷发生了最后两次从厄科峡谷地区向南肆虐的洪泛，后来的洪水冲刷出尼罗角断崖以南的河道，但可能对悬崖的演化并没产生太大影响。
在它的地质史过程中，尼罗角断崖经历了冰川/冰缘作用过程，并受到地下水掏蚀、滑坡、塌陷和其他块体运动的影响。构成陡崖面的岩石地质龄属诺亚纪或早赫斯珀里亚纪（>36亿年前），它们可能由古老的撞击角砾岩和火山物质构成。在一些中高分辨率探测器图像中，悬崖顶部可看到层状基岩，但陡坡表面大部分都已被岩屑堆和尘埃覆盖。

## 另请查看
- 溢出河道
- 叶状陡坡
- 卡塞谷
- 滕比高地